# قلای تپه
قلای تپه مربوط به اوایل عصر برنز است و در حومه بوکان واقع شده و این اثر در تاریخ ۱۶ دی ۱۳۴۵ با شمارهٔ ثبت ۵۷۱ به‌عنوان یکی از آثار ملی ایران به ثبت رسیده است.